# Половинкин, Евгений Сергеевич
Евгений Сергеевич Половинкин (род. 1 августа 1946) — российский учёный-математик, доктор физико-математических наук (1987), профессор, зав. каф. высшей математики МФТИ с 2005 по 2016 г. Автор ряда учебных пособий по математике. Лауреат Премии Правительства Российской Федерации в области образования (2003).

## Биография
Окончил мехмат МГУ.
В 1976 году защитил диссертацию на звание к.ф.м.н. на тему «Дифференциальные игры в динамических системах»
В 1986 — докторскую диссертацию по теме «Многозначные отображения в математической теории управления» (01.01.02).
Профессор кафедры высшей математики МФТИ. С 2005 г. по 2016 г. заведовал этой кафедрой..
Читает курсы:
- Теория функций комплексного переменного,
- выпуклый анализ,
- многозначный анализ[1],
- уравнения математической физики.

## Научная деятельность

### Области научных интересов
Дифференциальные игры, методы оптимизации, негладкий анализ, многозначный анализ.

#### Издания под его редакцией
- Современные проблемы фундаментальной и прикладной математики : сборник научных трудов / Минобрнауки РФ, ФАНО, МФТИ (гос. ун-т); [редкол.: Е. С. Половинкин (отв. ред.) и др.]. — Москва : МФТИ, 2008. — 209 с. : ил., табл.; 21 см; ISBN 5-7417-0242-0
- Фундаментальные и прикладные задачи современной математики [Текст] : сборник научных трудов / Минобрнауки РФ, МФТИ (гос. ун-т); [редкол.: Е. С. Половинкин (отв. ред.) и др.]. — Москва : МФТИ, 2011. — 214 с. : ил.; 21 см; ISBN 978-5-7417-0338-0
- и др.

#### Диссертации
- Половинкин, Евгений Сергеевич. Дифференциальные игры в динамических системах : диссертация … кандидата физико-математических наук : 01.01.09. — Москва, 1976. — 160 с.[2]
- Половинкин, Евгений Сергеевич. Многозначные отображения в математической теории управления : диссертация … доктора физико-математических наук : 01.01.02. — Москва, 1986. — 305 с.[3]

## Награды и почётные звания
- Заслуженный работник высшей школы РФ (2001)[5].
- Премия Правительства Российской Федерации в области образования — за работу «Углублённая математическая подготовка студентов инженерно-физических и физико-технических специальностей университетов» — 2003 год — (совместно с Д. В. Беклемишевым, В. К. Романко, М. И. Шабуниным, В. С. Владимировым, С. М. Никольским, Г. Н. Яковлевым)[6]